# Christian Gottlieb Jöcher
Christian Gottlieb Jöcher, född 20 juli 1694 i Leipzig, död där 10 maj 1758, var en tysk lärd. 
Jöcher blev 1730 professor i filosofi och 1732 i historia vid Leipzigs universitet samt 1742 universitetsbibliotekarie. Hans förnämsta verk är Allgemeines Gelehrtenlexikon (fyra band, 1750–51), som utgavs i utökad upplaga av Johann Christoph Adelung (två band, bokstäverna A–I, 1786–87), Heinrich Wilhelm Rotermund (sex band, till "Rinov", 1810–22) och O. Günther (band 7, 1897).